# AG SPAK Bücher
Der Verlag AG SPAK Bücher ist ein Kleinverlag in Neu-Ulm mit Publikationen mit sozialpolitischem Schwerpunkt, einige der verlegten Werke sind dem Antifa-Umfeld zuzurechnen. Die Publikationen des Verlags stehen in einem engen Zusammenhang mit der Arbeitsgemeinschaft Sozialpolitischer Arbeitskreise.
Er veröffentlicht Bücher, Videos und CDs und ist Mitglied der Assoziation Linker Verlage und nutzt zum Vertrieb die Alive-Verlagsauslieferung.
Der Verlag wurde parallel zur Arbeitsgemeinschaft gegründet. 1997 wurde die finanzielle Unterstützung seitens dieser Arbeitsgemeinschaft eingestellt, was zur Kündigung aller Mitarbeiter führte. Dennoch wurde der Verlag weitergeführt und wird inzwischen wieder finanziell von dieser gefördert.

## Inhaltliche Schwerpunkte
- Rechte und Probleme von Menschen mit Behinderungen
- Bildung von unten
- Drogenpolitik
- Gemeinwesenarbeit
- Kriminalpolitik
- Alternative Ökonomie
- Ratgeber
- Soziale Bewegungen
- Sozialpolitik